# Préchacq-Navarrenx
Préchacq-Navarrenx é uma comuna francesa na região administrativa da Nova Aquitânia, no departamento dos Pirenéus Atlânticos. Estende-se por uma área de 5,03 km². Em 2010 a comuna tinha 171 habitantes (densidade: 34 hab./km²).